# Зелени Аустрије
Зелени – Зелена алтернатива је зелена политичка партија у Аустрији.
Странка је основана 1986. године под називом „Зелена алтернатива“, након спајања конзервативније "Зелене странке Уједињени зелени Аустрије", koja je основана 1982. године, и прогресивније странке "Алтернативна аустријска листа", такође основане 1982. Од 1993. године, странка носи званични назив који има и данас: „Аустријски Зелени“, који се често користи у својој енглеској форми Остријан Гринс (енгл. Austrian Greens). И даље постоје разлике између бивших чланова старе АЛО и ВГО фракција унутар странке, које се огледају у различитим приступима на савезном нивоу и нивоу огранака партије појединачних аустријских савезних држава.
Поред еколошких питања као што је заштита животне средине, Зелени такође воде кампању за права мањина и залажу се за социо-еколошку (екосоцијалну) пореску реформу. Према повељи Зелених из 2001. године, њихове основне вредности су: „директна демократија, ненасиље, екологија, солидарност, феминизам и самоопредељење“. Странка је чланица Европске зелене партије и Глобалних зелених.

## Историја
Године 1978. аустријски зелени покрет је започео успешном кампањом да спречи отварање нуклеарне електране у Цвентендорфу (коју је фаворизовала влада Бруна Крајског). Зелена странка је створена 1984. током протеста који су спречили изградњу хидроелектране на Дунаву код у Хајнбурга.

### Федерални ниво
На парламентарним изборима 1986. Зелена странка је добила 4,82% гласова и ушла у парламент са осам мандата Националног савета. На превременим изборима за 2002. године, Зелена странка у целој земљи је добила 9,47% гласова и освојила 17 мандата у Националном савету. У то време, то је био највећи број гласова било које европске зелене странке.
Када су Зелени први пут заузели своја места у парламенту, одлучили су да делују помало неконвенционално. Они су у почетку одбијали да прилагоде своје понашање понашању других страна; пример за то је њихово одбијање да изаберу председника и уместо тога одредили лутку направљену од сламе. Делегати Зелених би се појављивали у парламенту обучени у лежерну одећу као што су фармерке и патике. Пажњу широм света привукло је када је делегат Зелених Андреас Вабл подигао заставу са свастиком на говорници у аустријском парламенту, протестујући против тадашњег савезног председника Курта Валдхајма.
Након националних избора 2002. године, Зелени су ушли у прелиминарне преговоре о могућој коалиционој влади са конзервативном ОВП. 
Након избора 2006. године, Зелени су добили још четири места и завршили са укупно 21. местом и постали трећа странка по величини у парламенту, међутим нису имали довољно мандата да формирају коалициону владу ни са Аустријском народном партијом (ОВП) нити са Социјалдемократском партијом (СПО). Тако су Зелени постали највећа опозициона странка, док су СПО и ОВП формирали владу велике коалиције.
Зелена партија је патила од унутрашњих борби 2017. године, изгубила је своје Омладинско крило (које се одвојило и формирало ефемерну заједничку листу са Комунистичком партијом Аустрије), а касније је доживело расцеп и формирање фракције Петера Пилца.
Парламентарни избори 2017. године довели су до колапса за странку, са само 3,8% освојених гласова чиме је странка изгубила своју заступљеност у Националном већу по први пут од 1986. године. Након резултата, портпарол странке Ингрид Фелипе дала је оставку на своју функцију и на њено место ступио је Вернер Коглер.
Странка је доживела препород на европским изборима 2019. године, на којима су освојили 14,1% и 2 посланика за европски парламент.
Странка је имала добре резултате уочи ванредних парламентарних избора 2019. године: Зелени су се вратили у Национални савет са својим најбољим резултатом на парламентарним изборима, са 13,9% гласова и 26 посланичких мандата, што је пораст од 10,2% у односу на 2017. годину.

### Лидери Зелених од 1986. до 2025. године
Графикон испод приказује временску линију лидера (портпарола) Зелених и тада владајућих канцелара Аустрије. Лева зелена трака приказује све лидере Зелене партије, а десна трака приказује састав аустријске владе у то време. Црвена (СПО), црна (ОВП) и светлосива (Независна) боја одговара партији која је водила аустријску владу. Приказана су презимена канцелара, римски број означава поновно састављање кабинета од стране канцелара који је већ раније био на тој функцији.

## Организација партије
Зелени су 2004. имали око 3.000 чланова широм земље. Број чланова је нарастао на 4.600 до 2008. и 7.000 2017. године. Осим чланова, Зелени се и даљ ослањају на велики број волонтера. Партија је раније функционисала на принципима демократије на бази ротације, али је то временом заустављено. Последњи основни-демократски елемент био је Ур-абштимунг (  - што се може превести као пра-гласање или исконско-гласање), који представља гласање о било ком питању које се може покренути уз петицију од најмање 100 чланова. Међутим, од 2003. године такво гласање није одржано.
Највиши орган је Савезни конгрес, који се састаје најмање једном годишње. Све савезне државне организације шаљу своје делегате, а исељеничкој организацији је дозвољено да шаље делегате као "десета аустријска држава". Савезни конгрес одлучује о изборним листама за изборе за Национални савет и изборе за Европски парламент. Конгрес такође бира савезног портпарола - Бундес шпрехера. Портпарол је и највиша функција у странци коју сада обавља Вернер Коглер. Конгрес такође одлучује о програму странке и поставља партијске смернице.
У последњих неколико година, савезна извршна власт се развила у стварни центар за доношење одлука. Састаје се најмање једном недељно, углавном уторком, и одређује смернице дневне политике. Савезна извршна власт одлучује и о партијским финансијама. Проширена федерална извршна власт састоји се од мањег броја делегата из сваке државе и састаје се најмање једном месечно. Брине се о спровођењу партијских смерница, које је утврдио партијски конгрес. Такође бира представнике портпарола странке.
Постоје различите зелене или зеленкасте организације унутар саме странке. Оне укључују:
- Обрнути зелени је геј, лезбејска и трансродна организација, која је различито организована од државе до државе. Постоји у свим савезним државама осим Форарлберга и Бургенланда.
- Зелени сениори је организација за старије грађане. Основана је 9. марта 2001. године у Бечу. Боре се за бољу политику према старијим грађанима и њихово право да воде активан, испуњен и самоопредељен живот.
- Зелена иницијатива према мигрантима је  група за имигранте у Аустрији. Њихови захтеви су за олакшавање интеграције странаца у Аустрији, једнака права и једнаке могућности, борба против расизма и друга питања која се тичу миграната.
- Зелена студентска алтернатива је посебна странка која се кандидује на изборима за Аустријску националну унију студената, где чине извршни комитет заједно са Социјалистичким студентима Аустрије.
- Зелена алтернатива младих је омладинска организација Зелене странке. Постоје од 1990-их. Чланови су Федерације младих европских зелених. Виде себе као екстремну левицу.[13]
- Зелана организација жена постоји од 2005.
- ЕКО Студенти (енгл. ECO Students) зелена студентска организација, која тренутно постоји само у Штајерској.
- Зелена привреда је организација која учествује на изборима за Привредни парламент Савезне привредне коморе Аустрије.
- Алтернатива независних привредника је Зелени раднички синдикат. Излази на изборима за раднички парламент Аустријске Радничке коморе.

Зелена партија образовање и обуку својих нових политичара врши преко Зелене учионице, независног волонтерског удружења. Зелену учионицу финансира република Аустрија, како је регулисано аустријским законом за једнак третман свих парламентарних партија.

## Резултати избора

### Национални савет
| Избори | Укупан број гласова | % гласова (# ранг међу партијама) | Број освојених мандата / од укупног броја седишта | Напредак у односу на претходне изборе +/– | Статус странке након избора   |
| ------ | ------------------- | --------------------------------- | ------------------------------------------------- | ----------------------------------------- | ----------------------------- |
| 1983   | 159,616             | 3.4 (#4)                          | 0 / 183                                           | 0                                         | Ванпарламентарни              |
| 1986   | 234,028             | 4.8 (#4)                          | 8 / 183                                           | 8                                         | Опозиција                     |
| 1990   | 225,084             | 4.8 (#4)                          | 10 / 183                                          | 2                                         | Опозиција                     |
| 1994   | 338,538             | 7.3 (#4)                          | 13 / 183                                          | 3                                         | Опозиција                     |
| 1995   | 233,208             | 4.8 (#5)                          | 9 / 183                                           | 4                                         | Опозиција                     |
| 1999   | 342,260             | 7.4 (#4)                          | 14 / 183                                          | 5                                         | Опозиција                     |
| 2002   | 464,980             | 9.5 (#4)                          | 17 / 183                                          | 3                                         | Опозиција                     |
| 2006   | 520,130             | 11.1 (#3)                         | 21 / 183                                          | 4                                         | Опозиција                     |
| 2008   | 509,936             | 10.4 (#5)                         | 20 / 183                                          | 1                                         | Опозиција                     |
| 2013   | 582,657             | 12.4 (#4)                         | 24 / 183                                          | 4                                         | Опозиција                     |
| 2017   | 192,638             | 3.8 (#6)                          | 0 / 183                                           | 24                                        | Ванпарламентарни              |
| 2019   | 664,055             | 13.9 (#4)                         | 26 / 183                                          | 26                                        | У владајућој коалицији са ОВП |
| 2024   | 402,107             | 8.2 (#5)                          | 15 / 183                                          | 11                                        | Опозиција                     |

### Председник Аустрије из редова Зелених
На аустријским председничким изборима 2016. године Александар Фан дер Белен је победио са 50,35% гласова, испред Норберта Хофера из Слободарске партије Аустрије који је добио 49,65% гласова. Уставни суд је 1. јула поништио резултате избора и наложио поновни избор због неправилности током процеса пребројавања. Фан дер Белен је 4. децембра 2016. победио у поновљеном другом кругу са 53,79% гласова у односу на Хоферових 46,21%. Фан дер Белен је постао први председник Аустрије из редова Зелених. 

### Избори за Европски парламент
| Избори | Укупан број гласова | % гласова (# ранг међу партијама) | Број освојених мандата / од укупног броја седишта | Напредак у односу на претходне изборе +/– |
| ------ | ------------------- | --------------------------------- | ------------------------------------------------- | ----------------------------------------- |
| 1996   | 258.250             | 6.8 (#4)                          | 1 / 21                                            |                                           |
| 1999   | 260,273             | 9.3 (#4)                          | 2 / 21                                            | 1                                         |
| 2004   | 322,429             | 12.9 (#4)                         | 2 / 18                                            | 0                                         |
| 2009   | 284,505             | 9.9 (#5)                          | 2 / 172 / 19                                      | 0 0                                       |
| 2014   | 410,089             | 14.5 (#4)                         | 3 / 18                                            | 1                                         |
| 2019   | 532,194             | 14.1 (#4)                         | 3 / 19                                            | 0                                         |
| 2024   | 364,251             | 10.74 (#4)                        | 2 / 20                                            | 1                                         |

### Поређење изборних резултати по годинама
| Година | Избори за Национални савет Аустрије | Избори за Европски парламент |
| --- | ----------------------------------- | ---------------------------- |
| 1983 | 3.3                                 | N/A                          |
| 1984 | 3.3                                 | N/A                          |
| 1985 | 3.3                                 | N/A                          |
| 1986 | 4.8                                 | N/A                          |
| 1987 | 4.8                                 | N/A                          |
| 1988 | 4.8                                 | N/A                          |
| 1989 | 4.8                                 | N/A                          |
| 1990 | 4.8                                 | N/A                          |
| 1991 | 4.8                                 | N/A                          |
| 1992 | 4.8                                 | N/A                          |
| 1993 | 4.8                                 | N/A                          |
| 1994 | 7.3                                 | N/A                          |
| 1995 | 4.8                                 | N/A                          |
| 1996 | 4.8                                 | 6.8                          |
| 1997 | 4.8                                 | 6.8                          |
| 1998 | 4.8                                 | 6.8                          |
| 1999 | 7.4                                 | 9.3                          |
| 2000 | 7.4                                 | 9.3                          |
| 2001 | 7.4                                 | 9.3                          |
| 2002 | 9.5                                 | 9.3                          |
| 2003 | 9.5                                 | 9.3                          |
| 2004 | 9.5                                 | 12.9                         |
| 2005 | 9.5                                 | 12.9                         |
| 2006 | 11.1                                | 12.9                         |
| 2007 | 11.1                                | 12.9                         |
| 2008 | 10.4                                | 12.9                         |
| 2009 | 10.4                                | 9.9                          |
| 2010 | 10.4                                | 9.9                          |
| 2011 | 10.4                                | 9.9                          |
| 2012 | 10.4                                | 9.9                          |
| 2013 | 12.4                                | 9.9                          |
| 2014 | 12.4                                | 14.5                         |
| 2015 | 12.4                                | 14.5                         |
| 2016 | 12.4                                | 14.5                         |
| 2017 | 3.8                                 | 14.5                         |
| 2018 | 3.8                                 | 14.5                         |
| 2019 | 13.9                                | 14.1                         |
| 2020 | 13.9                                | 14.1                         |
| 2021 | 13.9                                | 14.1                         |
| 2022 | 13.9                                | 14.1                         |
| 2023 | 13.9                                | 14.1                         |
| 2024 | 8.2                                 | 10,74                        |
| 2025 | 8.2                                 | 10,74                        |
| Година | Aустрија                            | EU                           |
| Болдовано означава најбољи резултат икада. Присутни у парламенту као опозиција Мањински коалициони партнер |                                     |                              |

## Истакнути чланови
Међу најзначајнијим оснивачима и менторима су професор Александар Толман, сликар Фриденсрајх Хундертвасер, глумац Херберт Фукс, градоначелник Штајрега Јозеф Бунер (први зелени градоначелник у Аустрији – 1987. искључен из посланичког клуба Зелених), Фреда Мајсне-Блау и Гинтер Ненинг, који су заједно са лауреатом Нобелове награде Конрадом Лоренцом подржавали протесте у Хајнбургу 1984. године.

### Посланици Европског парламента
- Мерцедес Ехерер, члан ЕП од 1999–2004.
- Ева Лихтенбергер, заступница Европског парламента од 2004, чланица аустријске националне конвенције.
- Јоханес Фогенхубер, члан ЕП од 1995–2009, члан Европске конвенције, члан Повеље о основним правима Европске уније.
- Улрике Луначек, посланица ЕП од 2009–2017.
- Лена Шилинг, члан ЕП од 2024.